# Villa Ekeliden, Karlskoga
Villa Ekeliden är Karlskogas näst äldsta byggnad efter Karlskoga kyrka. Den anses ha kulturhistoriskt bebyggelsevärde. Den uppfördes vid början av 1800-talet. 
Villa Ekeliden omskrevs av Selma Lagerlöf i romanen Charlotte Löwensköld (1925). Byggnaden är belägen intill Centralplan i Karlskoga. 
I byggnaden inryms ett kafé.